# White Dome Geyser
De White Dome Geyser is een conusgeiser in het Lower Geyser Basin dat onderdeel uitmaakt van het Nationaal Park Yellowstone in de Verenigde Staten. De geiser is nabij de Great Fountain Geyser gelegen. De conus zelf is al ruim 3,5 meter hoog en de hoogste van de geiserbasins.
De erupties duren maar enkele minuten en bereiken een hoogte van ruim 9m. De erupties vinden onregelmatig plaats, maar gemiddeld om de 20 tot 35 minuten.
De White Dome Geyser maakt deel uit van de White Dome Group, waar nog 6 andere geisers deel van uitmaken.